# أكان (مايا)
أكان (بالإنجليزية: Acan)‏ إله الخمر في ديانة المايا بين شعوب جواتيمالا والمكسيك، يتحد مع حارس التخمير المحلي.